# 礒﨑哲史
礒﨑 哲史（いそざき てつじ、1969年4月7日 - ）は、日本の政治家、国民民主党所属の参議院議員（3期）。参議院経済産業委員長。同党執行役員・副代表兼広報委員長代理。
日産労連副中央執行委員長、同特別中央執行委員、自動車総連特別中央執行委員、参議院経済産業委員長、国民民主党参議院国会対策委員長などを歴任。

## 経歴
東京都 で生まれる。和菓子屋の三男であったことから幼いころからモノづくりに興味を持つ。東京都立新宿高等学校を経て、1993年に東京電機大学工学部機械工学科卒業後、日産自動車株式会社に入社し 自動車開発に携わる。
2005年から日産労連・日産労組常任委員、2007年から同NTC支部執行委員長、2008年から同副執行委員長、2012年から同・および自動車総連特別執行委員を歴任。
2013年の第23回参議院議員通常選挙で民主党の比例区から初当選。党内では比例区において最多得票数の約27万1000票を得た（比例全体の中では14位）。
2017年10月27日、民進党代表の前原誠司が、同月の衆院選で党を分裂させる形で戦う原因をつくったことについて陳謝し、引責辞任を正式に表明。前原の辞任に伴う代表選挙（10月31日実施）では大塚耕平の推薦人に名を連ねた。
2018年5月7日、民進党と希望の党の合流により結党された国民民主党に参加した。
2019年7月21日投開票の第25回参議院議員通常選挙にて再選。
2019年10月4日、参議院経済産業委員長に就任。
2020年9月1日、産業別労働組合の支援を受ける国民民主党の礒﨑哲史（自動車総連）、古本伸一郎（同）、濱口誠（同）、浅野哲（電機連合）、矢田稚子（同）、小林正夫（電力総連）、浜野喜史（同）、川合孝典（UAゼンセン）、田村麻美（同）ら組織内国会議員9人は、立憲民主党と国民民主党が合流する新党に参加しないと報じられたが、玉木雄一郎を中心とする新「国民民主党」に加わる国会議員の募集が締め切られる9月7日には、矢田、浅野、小林、浜野の4人が同党入党。礒﨑は無所属で活動することとなった（10月20日には川合も国民民主党入党）。
2021年3月24日、田村麻美、濱口誠と共に（新）国民民主党へ入党した。12月より都連会長。2022年8月より党副代表。12月より参議院国会対策委員長も兼務。2023年9月より国民民主党執行役員。2024年10月、参議院国対委員長を退任。
2025年7月20日投開票の第27回参議院議員通常選挙にて3選。同年8月1日、参議院経済産業委員長に就任。

## 政策
- 自身の政策として、以下をあげている。
  - グローバル化の中での産業強化と雇用確保[19]
  - 少子高齢化社会の中でのすべての世代が安心できる社会保障制度の確立[19]
- 2013参院選 毎日新聞や朝日新聞の候補者アンケートによると
  - 憲法改正にどちらかと問われれば反対[20][21]。
  - TPP賛成[22]。
  - 村山談話・河野談話を見直すべきでない[21]。
  - 解雇の金銭解決制度の導入に反対[21]。
  - 原発は当面は必要だが、将来的に廃止すべき[21]。
- 2019参院選 毎日新聞候補者アンケートによると
  - 消費税の賛否に無回答だが、年金や医療、介護といった社会保障制度の維持の解決には給付を減らすよりも国民負担を増やして制度を維持すべきと回答[23]。
  - 原発については当面は必要だが、将来的に廃止すべきと回答[24]。
  - 憲法改正自体、9条の改正への賛否に無回答だが、教育の充実を図るための憲法の改正に関しては不要だと回答[25]。
- 2015年の選択的夫婦別姓を求めた超党派による民法改正案に賛同[26]。しかし、2019年の調査では、選択的夫婦別姓導入への賛否について「どちらとも言えない」としている[22]。

## 所属議員連盟
- 民進党オートバイ議員連盟（事務局長）[27]

## 人物
- 妻と息子が一人[2]。
- 尊敬する人物は坂本龍馬[1]。
- 趣味はツーリング、ドライブ、スノーボード[3]。
- 実家は自営業（和菓子屋）を営み、子どものころは工場で菓子づくりを見るのが楽しみだった[3]。

## 選挙歴
| 当落 | 選挙                     | 執行日         | 年齢 | 選挙区       | 政党         | 得票数     | 得票率 | 定数 | 得票順位 /候補者数 | 政党内比例順位 /政党当選者数 |
| ---- | ------------------------ | -------------- | ---- | ------------ | ------------ | ---------- | ------ | ---- | ------------------ | ---------------------------- |
| 当   | 第23回参議院議員通常選挙 | 2013年07月21日 | 44   | 参議院比例区 | 民主党       | 27万1553票 | ーー   | 48   | 1/20               | 1/7                          |
| 当   | 第25回参議院議員通常選挙 | 2019年07月21日 | 50   | 参議院比例区 | 旧国民民主党 | 25万8507票 | ーー   | 50   | 2/14               | 2/3                          |
| 当   | 第27回参議院議員通常選挙 | 2025年07月20日 | 56   | 参議院比例区 | 国民民主党   | 18万1976票 | ーー   | 50   | 3/19               | 3/7                          |